# IHブルーイーグル
IHブルーイーグル（アイ・エイチ・ブルーイーグル、生年月日不明 - ）は、鷲をモチーフにした日本の覆面レスラー。

## 経歴
2017年5月21日、シアタープロレス新潟花鳥風月サン・ビレッジしばた大会でIHタイガーライス、IHホワイトバードとタッグを組んで対ウルフ・スター☆&リアル・ブラック・タイガー&ブラックHAMATANI組戦でデビュー。

## 得意技
ノーザンライトスープレックス